# اتحادیه سیاسی اجتماعی زنان
اتحادیه سیاسی اجتماعی زنان (انگلیسی: Women's Social and Political Union) سازمان مبارزه برای دست‌یابی به حقوق زنان در بریتانیا بود. این سازمان در سال ۱۹۰۳ تأسیس شد و در سال ۱۹۱۷ پایان یافت. عضویت و سیاست‌های این سازمان به‌شدت توسط املین پنکهرست و دخترانش کریستابل و سیلویا کنترل می‌شد. این سازمان با اعتصاب غذا، شکستن پنجره ساختمان‌های معروف و آتش زدن خانه‌های خالی و کلیساها معروف است.

## شکل‌گیری
اتحادیه سیاسی اجتماعی زنان (WSPU) در ۱۰ اکتبر سال ۱۹۰۳در خانواده پنکهرست توسط شش زن از جمله املین و کریستابل پنکهرست در منچستر تأسیس شد. این اتحادیه از جوامع ملی غیرنظامی حق رای زنان که در جذب سیاستمداران از طریق گفتگو و حمایت مالی از آنها به نتیجه نرسیده بود متولد شد. بنیانگذاران این اتحادیه تصمیم گرفتند تا با ایجاد یک سازمان صرفاً زنانه که در ارتباط با حزب کارگر مستقل بود برای رفرم‌های اجتماعی تلاش کند. آنها همچنین برای گسترش حق رای زنان در مبارزات انتخاباتی، مبارزه می‌کردند و عقیده داشتند که این تلاش ستون فقرات برابری جنسی است. آن‌ها برای نشان دادن موضع جدی خود این شعار را سرلوحه سازمانشان قرار دادند که: «حرف نه، عمل».
در سال ۱۹۱۳ نورا داکر فاکس یک فمینیست سرسخت که بعدها به نورا الام (Norah Elam) شناخته می‌شد به عنوان دبیرکل این اتحادیه انتخاب شد. فاکس با یک سیاست مؤثر تبلیغاتی هر هفته در این اتحادیه سخنرانی می‌کرد و سخنرانی‌های کریستابل را نیز به رشته تحریر درمی‌آورد.

## فعالیت‌ها

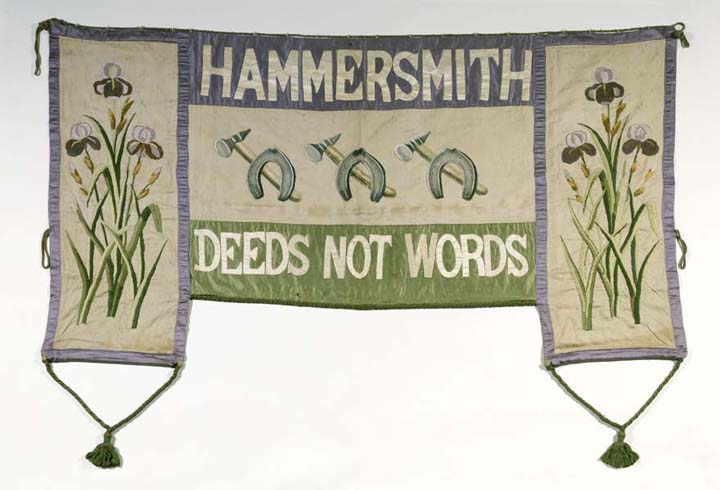
بنر اتحادیه سیاسی اجتماعی زنان (WSPU) در موزه لندن

در سالهای ۱۹۰۶ و ۱۹۰۷ رهبران اتحادیه، فلورا دروموند، کریستابل پنکهرست، آنی کنی، املین پنکهرست، شارلوت دسپارد و دو نفر دیگر دیدارهایی را برگزار کردند. در سال ۱۹۰۵ این گروه اعضای پارلمان بامفورد سلک را متقاعد کرد تا لایحه حق رای زنان را به پارلمان ارائه کنند. بعد از شکست این تلاش اتحادیه تاکتیک‌های خود را تغییر داد و به هر حزبی که از حق اعطای رای به زنان حمایت نکرده بود تهاجم کرد. این اقدام اینگونه تعبیر شد که دیگر این اتحادیه خواهان رفرم‌های اجتماعی نیست.
در سال ۱۹۰۶، این گروه یک سری تظاهرات و لابی‌های پارلمانی را شروع کرد که به دستگیری و زندانی شدن تعدادی از اعضایش منجر شد. طی اظهار نظری در این پدیده، چارلز هندز در دیلی میل نوشت برای اولین بار اعضای اتحادیه سیاسی اجتماعی زنان به حق رای دست یافتند. در سال ۱۹۰۷ این اتحادیه اولین زنان عضوش را به پارلمان فرستاد.